# Q'anjob'al (taal)
Het Q'anjob'al is een taal uit de Maya-taalfamilie. Het wordt gesproken door het Q'anjob'al-volk in Guatemala en Mexico. Verreweg de meeste Q'anjob'al-sprekers bevinden zich in het departement Huehuetenango in Noordwest-Guatemala.
Samen met het Acateeks, Chuj, Jacalteeks, Tojolab'al en Mocho' vormt het Q'anjob'al de westelijke tak van de Maya-taalfamilie.

## Externe link

gebied in Guatemala waar Q'anjob'al gesproken wordt (blauw)